# Sidney (cràter)
Sidney és un cràter d'impacte en el planeta Venus de 20,2 km de diàmetre. Porta el nom de Mary Sidney (1561-1621), escriptora anglesa, i el seu nom va ser aprovat per la Unió Astronòmica Internacional el 1994.